# Силвера (Новара)
Силвера је насеље у Италији у округу Новара, региону Пијемонт.
Према процени из 2011. у насељу је живело 110 становника. Насеље се налази на надморској висини од 452 м.